# Marysin (gmina Gielniów)
Marysin – wieś w Polsce położona w województwie mazowieckim, w powiecie przysuskim, w gminie Gielniów. Ma status sołectwa.
W latach 1975–1998 miejscowość należała administracyjnie do województwa radomskiego.
Wierni Kościoła rzymskokatolickiego należą do parafii Nawiedzenia Najświętszej Maryi Panny w Smogorzowie.